# Malaysias Grand Prix 2005
Malaysias Grand Prix 2005 var det andra av 19 lopp ingående i formel 1-VM 2005.

## Fria Träningspass
Fyra fria träningspass hölls innan kvalet och loppet. De sex lägst rankade lagen från konstruktörsmästerskapet 2004 fick ha en extra bil på fredagens fria träningspass. Dessa förare var inte med i kvalet eller loppet.
| Konstruktör       | Förare            |
| ----------------- | ----------------- |
| McLaren Mercedes  | Pedro de la Rosa  |
| Sauber-Petronas   | -                 |
| Red Bull-Cosworth | Vitantonio Liuzzi |
| Toyota            | Ricardo Zonta     |
| Jordan-Toyota     | Robert Doornbos   |
| Minardi-Cosworth  | -                 |

## Rapport
Fernando Alonso tog sin andra seger i karriären när han vann i Malaysia. Han gjorde det trots att hans vattenflaska gått sönder och tvingats köra i drygt 40 graders värme utan vätska. Jarno Trulli i Toyota blev överraskande tvåa i loppet

## Resultat

### Kvalet
| Pos.   | Nr. | Förare               | Konstruktör       | Q1       | Q2       | Totalt   | Tidsskillnad | Placering |
| ------ | --- | -------------------- | ----------------- | -------- | -------- | -------- | ------------ | --------- |
| 1      | 5   | Fernando Alonso      | Renault           | 1:32,582 | 1:35,090 | 3:07,672 |              | 1         |
| 2      | 16  | Jarno Trulli         | Toyota            | 1:32,672 | 1:35,253 | 3:07,925 | +0,253       | 2         |
| 3      | 6   | Giancarlo Fisichella | Renault           | 1:32,765 | 1:35,683 | 3:08,448 | +0,776       | 3         |
| 4      | 7   | Mark Webber          | Williams-BMW      | 1:33,204 | 1:35,700 | 3:08,904 | +1,232       | 4         |
| 5      | 17  | Ralf Schumacher      | Toyota            | 1:33,106 | 1:35,901 | 3:09,007 | +1,335       | 5         |
| 6      | 9   | Kimi Räikkönen       | McLaren-Mercedes  | 1:32,839 | 1:36,644 | 3:09,483 | +1,811       | 6         |
| 7      | 15  | Christian Klien      | Red Bull-Cosworth | 1:33,724 | 1:35,865 | 3:09,589 | +1,917       | 7         |
| 8      | 14  | David Coulthard      | Red Bull-Cosworth | 1:33,809 | 1:35,891 | 3:09,700 | +2,028       | 8         |
| 9      | 3   | Jenson Button        | BAR-Honda         | 1:33,616 | 1:36,216 | 3:09,832 | +2,16        | 9         |
| 10     | 8   | Nick Heidfeld        | Williams-BMW      | 1:33,464 | 1:36,453 | 3:09,917 | +2,245       | 10        |
| 11     | 10  | Juan Pablo Montoya   | McLaren-Mercedes  | 1:33,333 | 1:36,757 | 3:10,090 | +2,418       | 11        |
| 12     | 2   | Rubens Barrichello   | Ferrari           | 1:34,162 | 1:37,340 | 3:11,502 | +3,83        | 12        |
| 13     | 1   | Michael Schumacher   | Ferrari           | 1:34,072 | 1:37,561 | 3:11,633 | +3,961       | 13        |
| 14     | 12  | Felipe Massa         | Sauber-Petronas   | 1:34,151 | 1:37,733 | 3:11,884 | +4,212       | 14        |
| 15     | 4   | Anthony Davidson     | BAR-Honda         | 1:34,866 | 1:37,024 | 3:11,890 | +4,218       | 15        |
| 16     | 11  | Jacques Villeneuve   | Sauber-Petronas   | 1:34,887 | 1:38,108 | 3:12,995 | +5,323       | 16        |
| 17     | 19  | Narain Karthikeyan   | Jordan-Toyota     | 1:37,806 | 1:39,850 | 3:17,656 | +9,984       | 17        |
| 18     | 18  | Tiago Monteiro       | Jordan-Toyota     | 1:37,856 | 1:40,106 | 3:17,962 | +10,29       | 18        |
| 19     | 20  | Patrick Friesacher   | Minardi-Cosworth  | 1:39,268 | 1:41,918 | 3:21,186 | +13,514      | 201       |
| 20     | 21  | Christijan Albers    | Minardi-Cosworth  | 1:40,432 | 1:42,569 | 3:23,001 | +15,329      | 19        |
| Källa: |     |                      |                   |          |          |          |              |           |

### Loppet
| Pos.   | Nr. | Förare               | Konstruktör       | Däck | Varv | Tid/Bröt    | Placering | Poäng |
| ------ | --- | -------------------- | ----------------- | ---- | ---- | ----------- | --------- | ----- |
| 1      | 5   | Fernando Alonso      | Renault           | M    | 56   | 1:31:33,736 | 1         | 10    |
| 2      | 16  | Jarno Trulli         | Toyota            | M    | 56   | +24,327     | 2         | 8     |
| 3      | 8   | Nick Heidfeld        | Williams-BMW      | M    | 56   | +32,188     | 10        | 6     |
| 4      | 10  | Juan Pablo Montoya   | McLaren-Mercedes  | M    | 56   | +41,631     | 11        | 5     |
| 5      | 17  | Ralf Schumacher      | Toyota            | M    | 56   | +51,854     | 5         | 4     |
| 6      | 14  | David Coulthard      | Red Bull-Cosworth | M    | 56   | +1:12,543   | 8         | 3     |
| 7      | 1   | Michael Schumacher   | Ferrari           | B    | 56   | +1:19,988   | 13        | 2     |
| 8      | 15  | Christian Klien      | Red Bull-Cosworth | M    | 56   | +1:20,835   | 7         | 1     |
| 9      | 9   | Kimi Räikkönen       | McLaren-Mercedes  | M    | 56   | +1:21,580   | 6         |       |
| 10     | 12  | Felipe Massa         | Sauber-Petronas   | M    | 55   | +1 varv     | 14        |       |
| 11     | 19  | Narain Karthikeyan   | Jordan-Toyota     | B    | 54   | +2 varv     | 17        |       |
| 12     | 18  | Tiago Monteiro       | Jordan-Toyota     | B    | 53   | +3 varv     | 18        |       |
| 13     | 21  | Christijan Albers    | Minardi-Cosworth  | B    | 52   | +4 varv     | 19        |       |
| DNF    | 2   | Rubens Barrichello   | Ferrari           | B    | 49   | Däck        | 12        |       |
| DNF    | 6   | Giancarlo Fisichella | Renault           | M    | 36   | Kollision   | 3         |       |
| DNF    | 7   | Mark Webber          | Williams-BMW      | M    | 36   | Kollision   | 4         |       |
| DNF    | 11  | Jacques Villeneuve   | Sauber-Petronas   | M    | 26   | Körde av    | 16        |       |
| DNF    | 3   | Jenson Button        | BAR-Honda         | M    | 2    | Motor       | 9         |       |
| DNF    | 4   | Anthony Davidson     | BAR-Honda         | M    | 2    | Motor       | 15        |       |
| DNF    | 20  | Patrick Friesacher   | Minardi-Cosworth  | B    | 2    | Körde av    | 20        |       |
| Källa: |     |                      |                   |      |      |             |           |       |